# استورجن بی (ویسکانسین)
{{Infobox settlement
|official_name=Sturgeon Bay, Wisconsin
|settlement_type=شهر
|nickname=
|motto=

|image_skyline=Ships in Sturgeon Bay.jpg
|imagesize=
|image_caption=Aerial view of Sturgeon Bay.
|image_flag=
|image_seal=

|image_map=WIMap-doton-Sturgeon Bay.png
|mapsize=250px
|map_caption=Location of Sturgeon Bay within Wisconsin.
|image_map1=
|mapsize1=
|map_caption1=

|subdivision_type=کشور
|subdivision_name=ایالات متحده آمریکا
|subdivision_type1=ایالت
|subdivision_name1=ویسکانسین
|subdivision_type2=County
|subdivision_name2=شهرستان دور، ویسکانسین

|government_footnotes=
|government_type=
|leader_title=شهردار
|leader_name=Thad Birmingham
|leader_title1=
|leader_name1=
|established_title=
|established_date=

|unit_pref=Imperial
|area_footnotes=
|area_magnitude=
|area_total_km2=30.20
|area_land_km2=25.43
|area_water_km2=4.77
|area_total_sq_mi=11.66
|area_land_sq_mi=9.82
|area_water_sq_mi=1.84

|population_as_of=۲۰۱۰
|population_est=9098
|pop_est_as_of=2012
|population_footnotes=
|population_total=9144
|population_density_km2=359.5
|population_density_sq_mi=931.2

|timezone=CST
|utc_offset=-6
|timezone_DST=CDT
|utc_offset_DST=-5
|elevation_footnotes=
|elevation_m=
|elevation_ft=
| مختصات = مختصات: قالب‌بندی ناشناخته آرگومان

استورجن بی، ویسکانسین  (به انگلیسی: Sturgeon Bay) شهری در شهرستان دور ایالت ویسکانسین است که در سال ۱۸۸۳ بنیان‌گذاری شده‌است. این شهر طبق سرشماری سال ۲۰۱۰ میلادی ۹٬۱۴۴ نفر جمعیت داشته‌است.

## نگارخانه

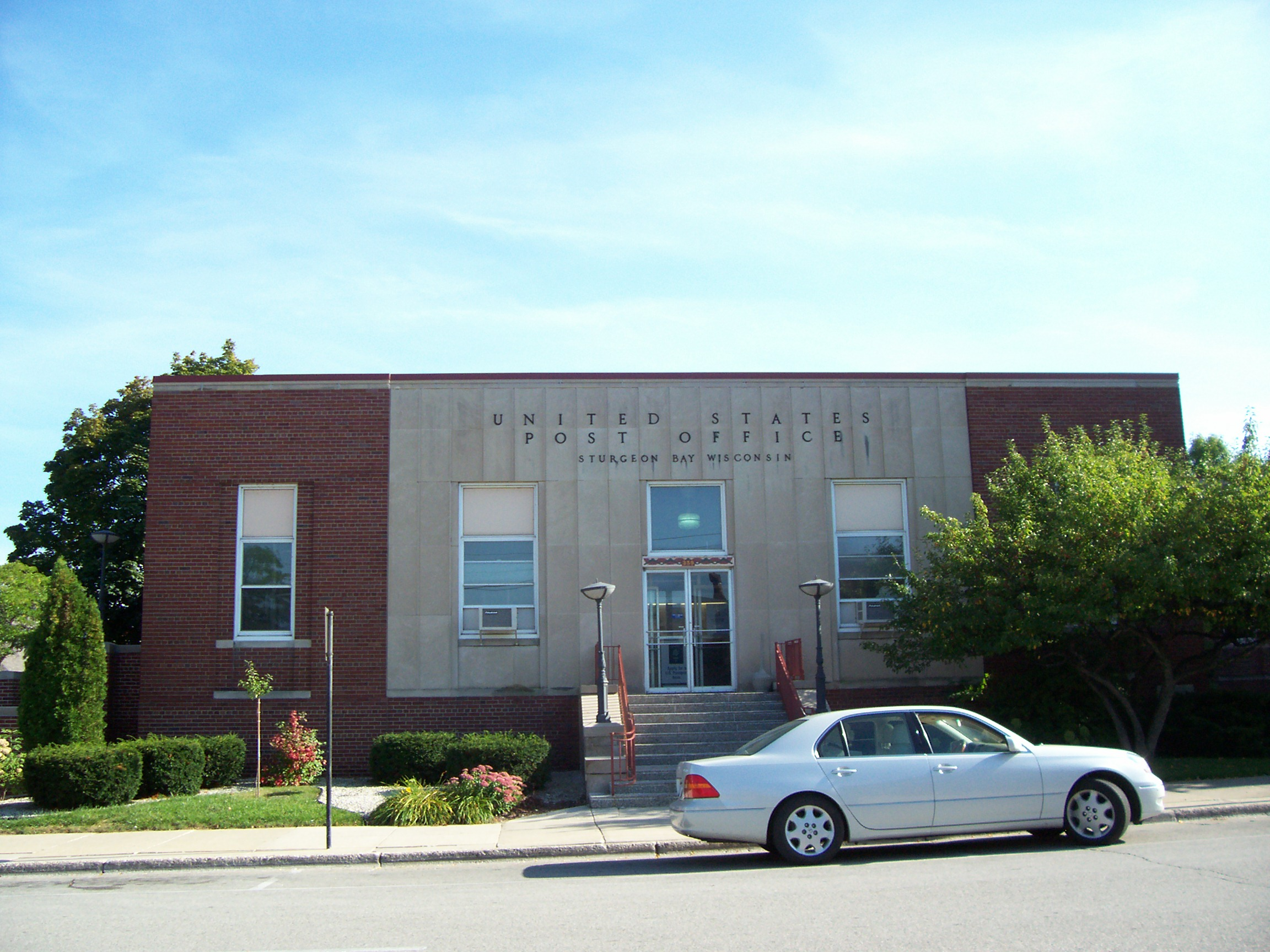
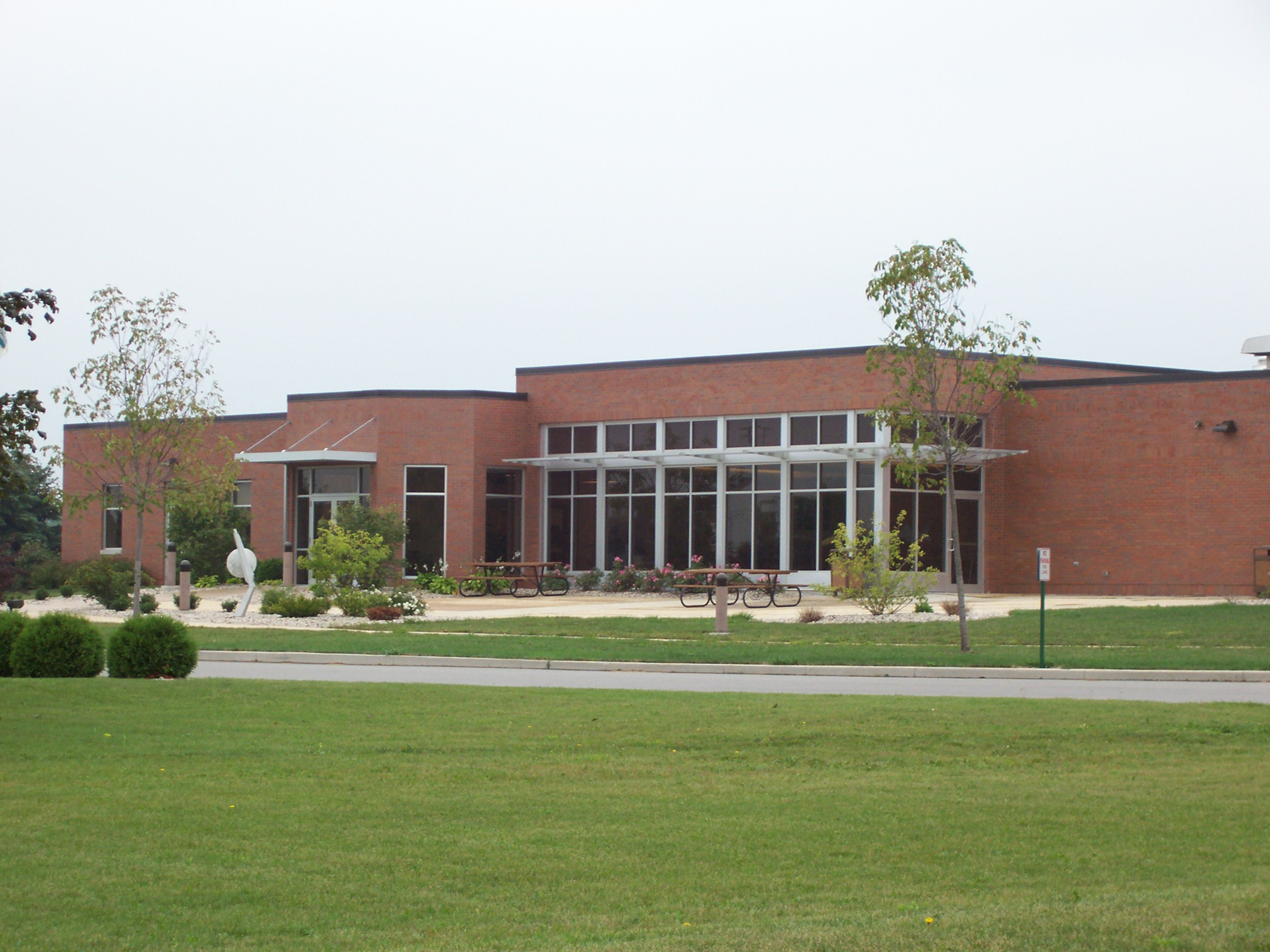
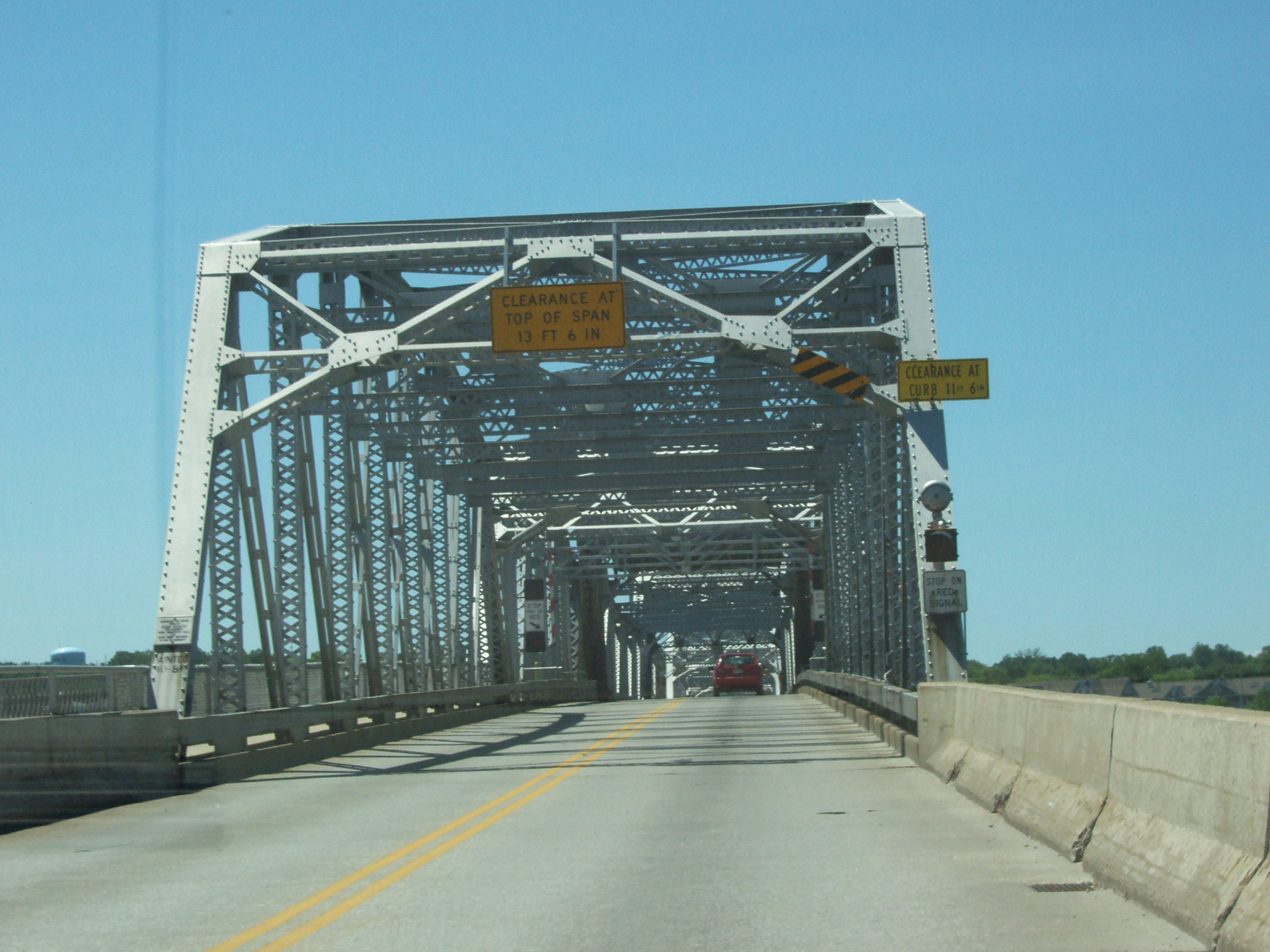
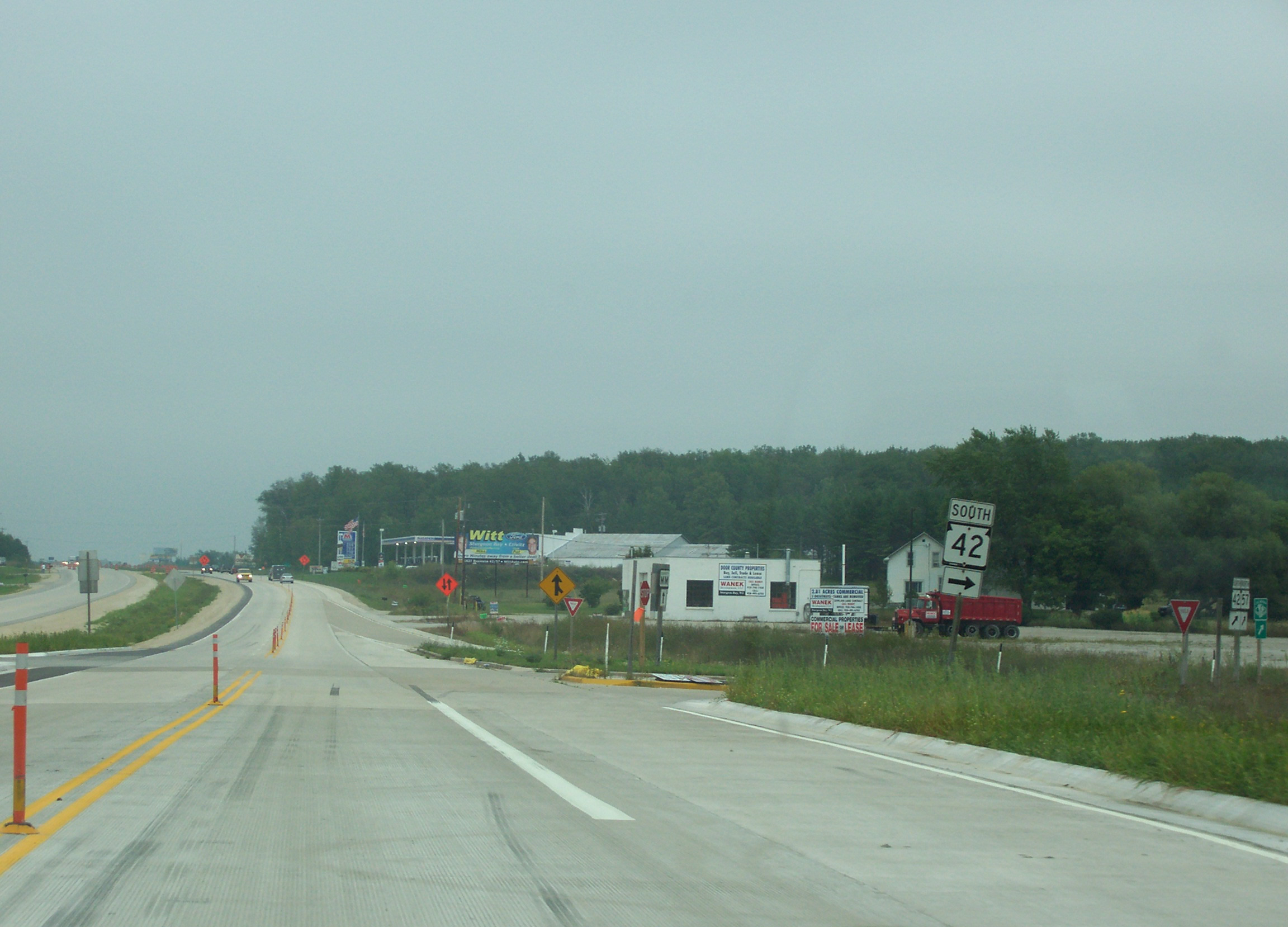
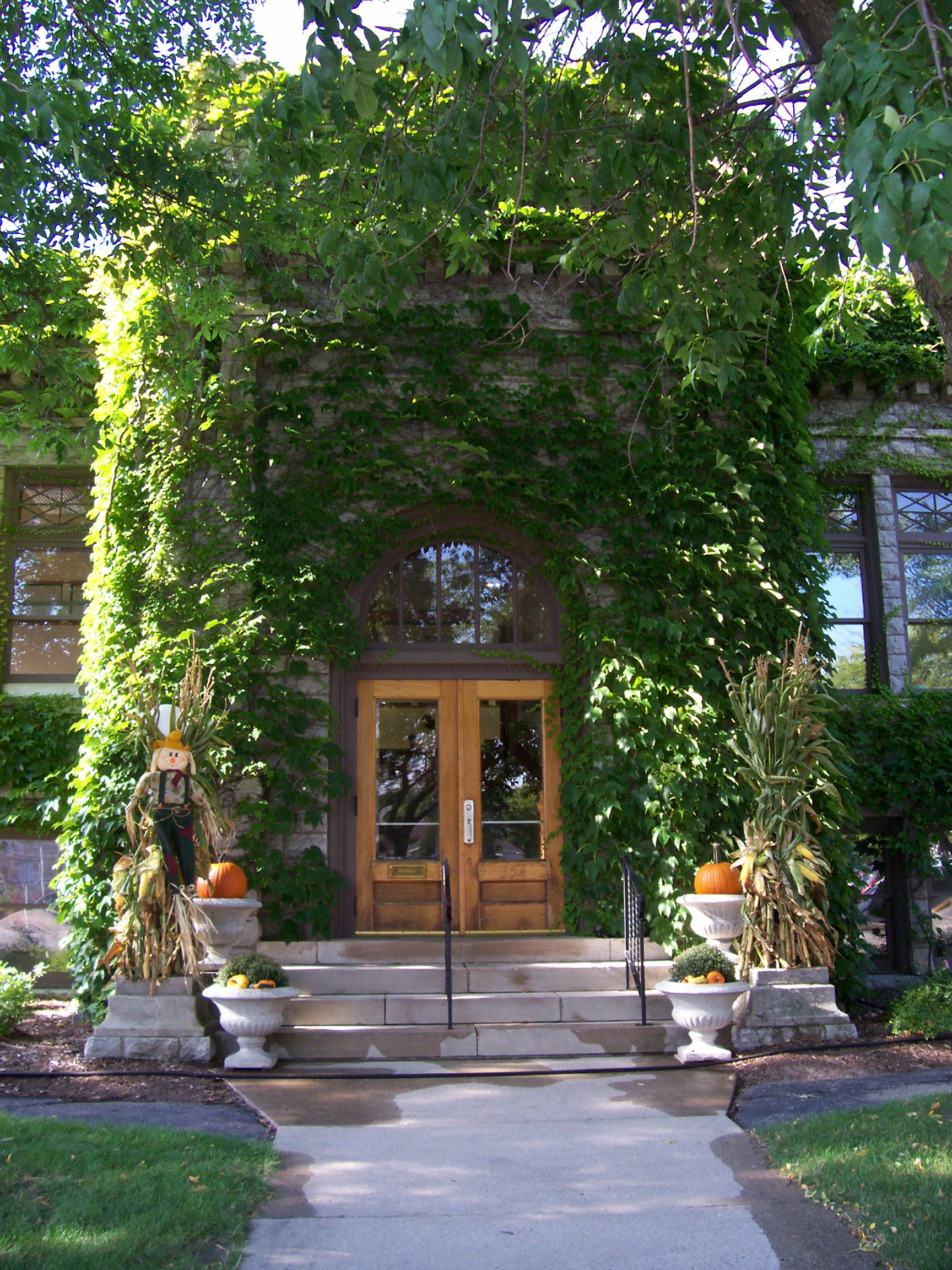
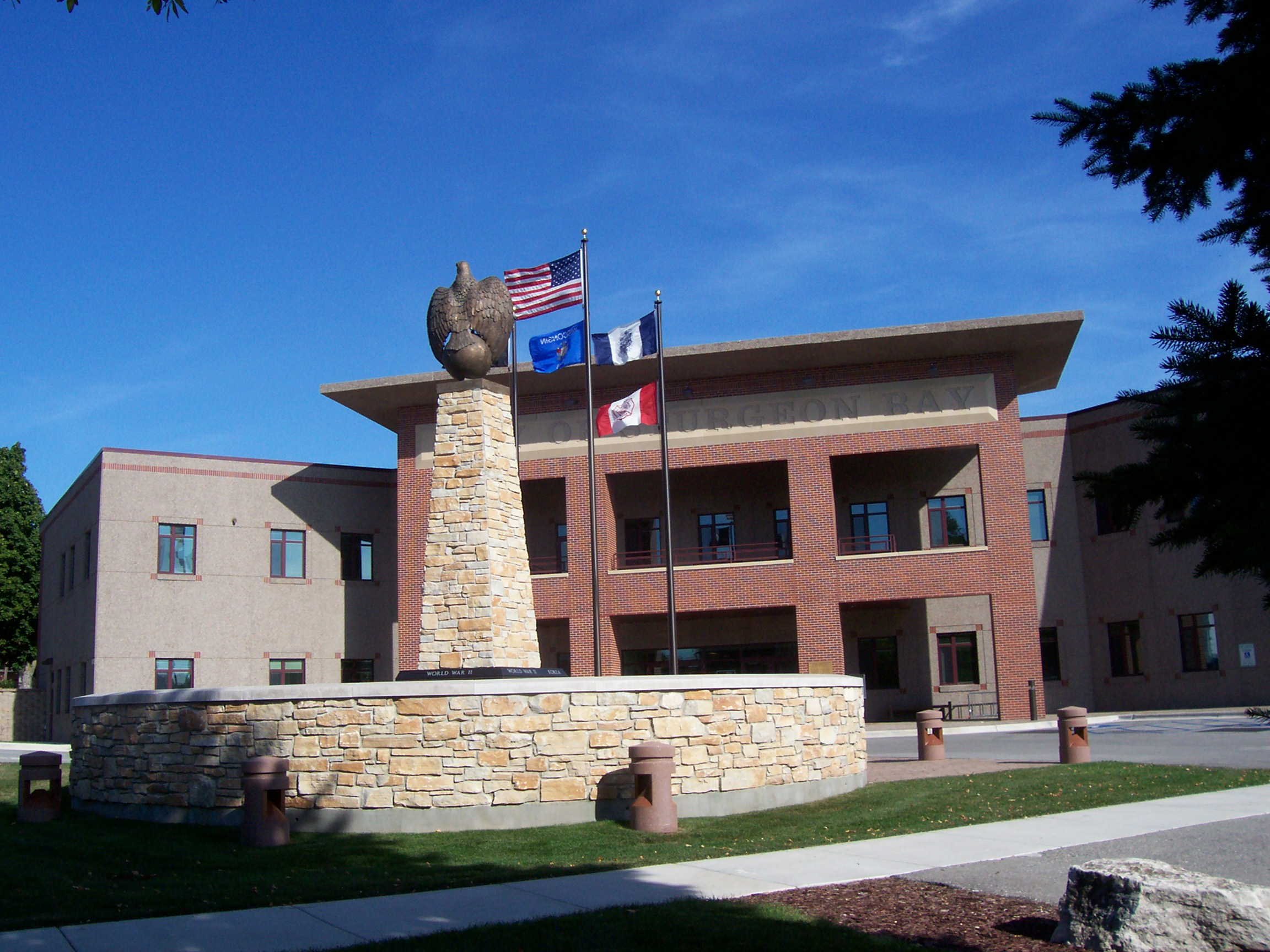
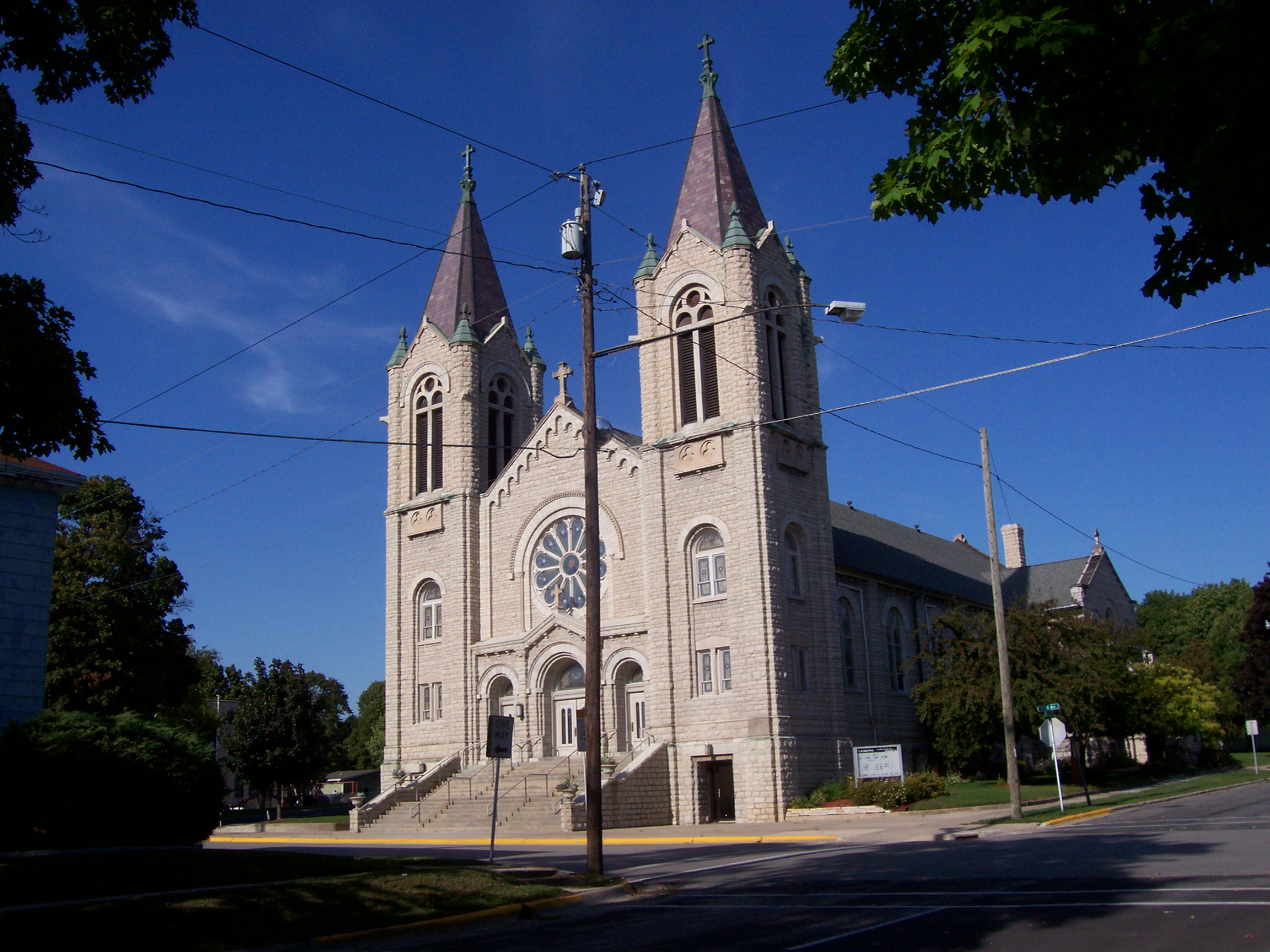
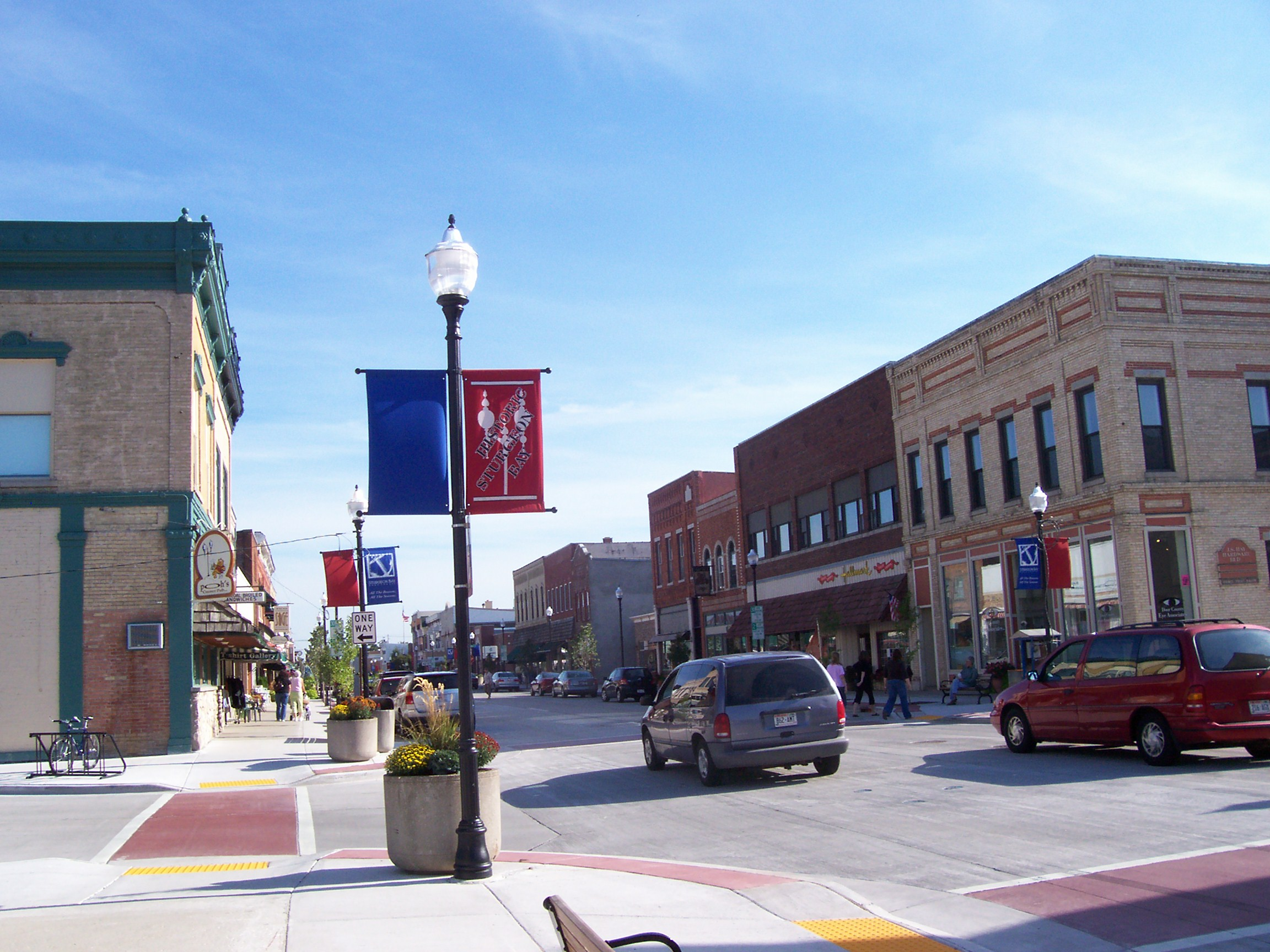